# Louis George

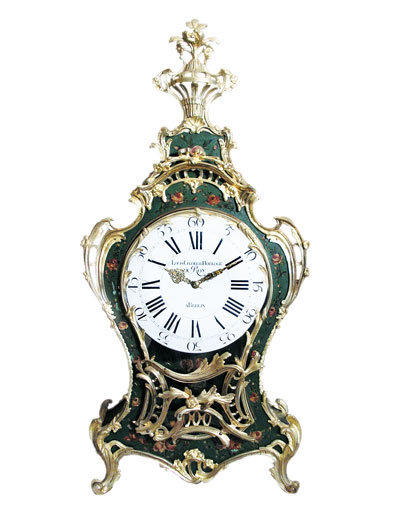
Reloj de consola para la casa real fabricado por los talleres "Louis George" de Berlín, Prusia

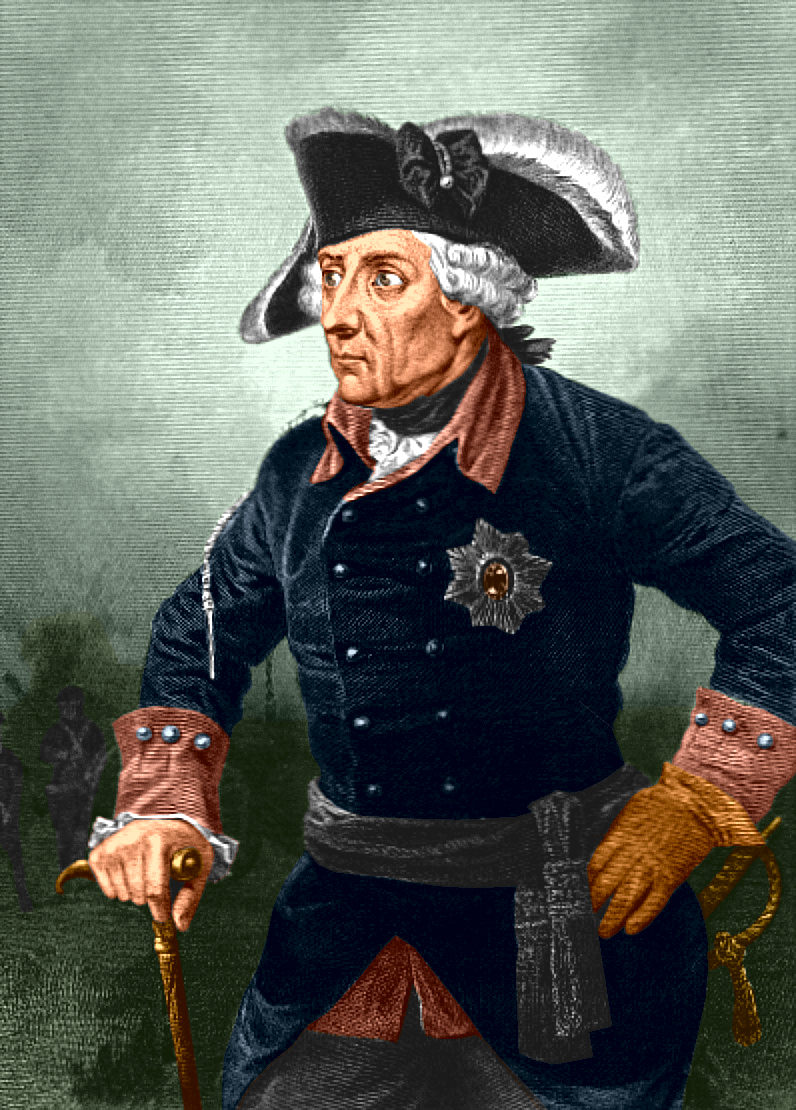
El rey Federico II el Grande de Prusia y el príncipe soberano del Principado y el centro de la industria relojera de Neuchâtel, Suiza

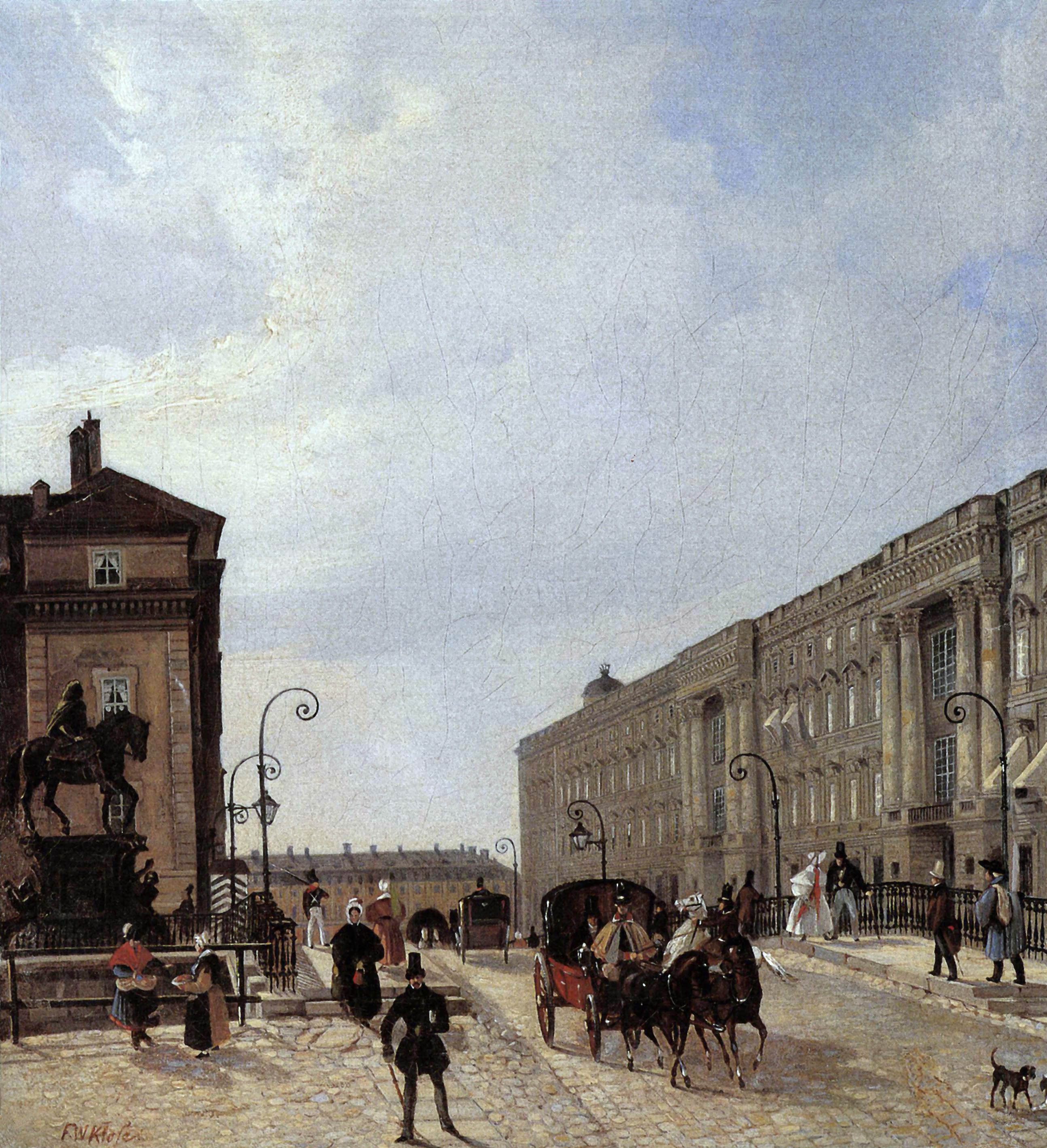
El puente Largo berlinés, con el palacio de la ciudad y una hilera de casas (lado izquierdo) con los talleres de Louis George

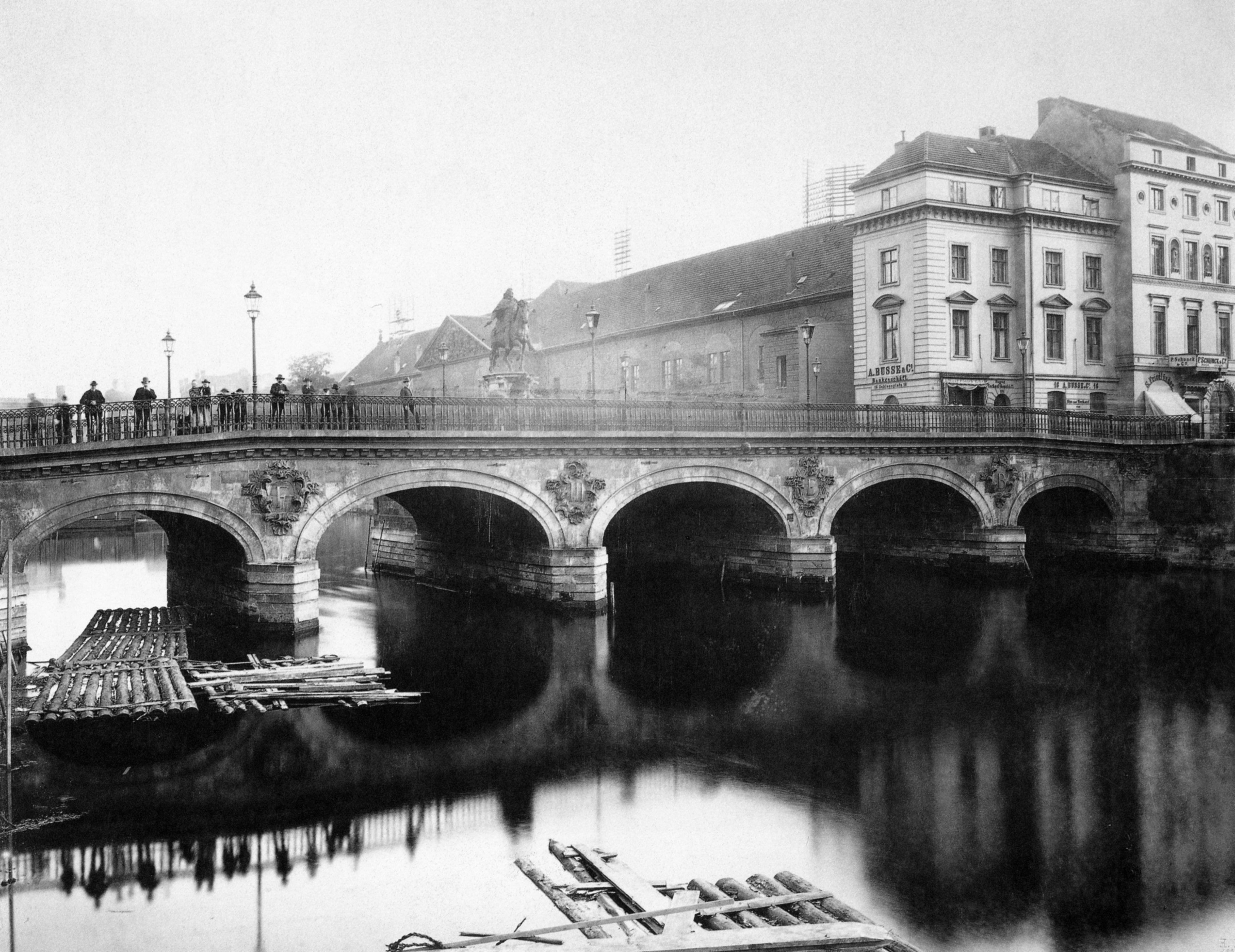
Fotografía del puente Largo berlinés (1889) y de una hilera de tiendas. El taller de Louis George se encontraba en las dependencias de Zadek S. Friedlaender

Louis George fue un maestro relojero prusiano de ascendencia francesa. Activo a finales de la época del barroco (siglo XVIII), es conocido por los relojes ornamentales que produjo para tres reyes de Prusia: Federico II, Federico Guillermo II y Federico Guillermo III.

## Semblanza
Louis George era descendiente de hugonotes franceses, que se habían instalado en Berlín tres generaciones atrás. A lo largo de su carrera, construyó principalmente relojes equipados con mecanismos especiales de su propio diseño para la realeza, pero también produjo para vender en su propio negocio relojes de bolsillo, cronómetros marinos, odómetros mecánicos, relojes de consola, relojes de caja larga y relojes de segundero muerto.
El 26 de diciembre de 1769 solicitó la patente como relojero real y la obtuvo. Se le permitió llamarse a partir de entonces "Horloger du Roy" (en español, "relojero del rey"). El francés era el idioma de la nobleza berlinesa.
La literatura sobre Louis George registra diferentes periodos de trabajo. El escritor Gerhard Koenig describe en su libro un período de trabajo de 1769 a 1796. El calendario de direcciones de Berlín menciona a Louis George en las ediciones de los años 1799 y 1801. Las direcciones de los talleres de Louis George mencionadas en el "Adresskalender" de Berlín son "Schlossplatz 10" y "13" (en 1799) y "Schlossplatz 10" (en 1801), justo enfrente del Stadtschloss (palacio real) de la ciudad de Berlín. A partir de 1815, "Louis George et compagnie" produjo relojes de bolsillo de palanca, aunque la firma probablemente ya hubiera pasado a nombre de un hijo del relojero real con el mismo nombre.
Haciendo valer su talento como relojero y artista, creó verdaderas joyas de la relojería que cautivaron al público y le granjearon el respeto de la nobleza y de la burguesía acomodada berlinesa. Su negocio prosperó y pudo abrir una segunda tienda en la misma calle, también frente al palacio real de la ciudad.
Su establecimiento de Berlín suministró relojes a tres generaciones de reyes prusianos:
- Federico II el Grande
- Su sobrino y sucesor, Federico Guillermo II
- Y el sobrino y sucesor de este último, Federico Guillermo III de Prusia

Otros monarcas alemanes también apreciaron la maestría de sus relojes. Un reloj de caja larga con mecanismo de órgano, antiguamente propiedad de Jorge I de Sajonia-Meiningen, se conserva en el castillo de Elisabethenburg en Meiningen, y puede verse en la colección de arte de los Museos Meininger, en el Schloss Elisabethenburg, Inventario n.º II, 1908. Tiene una altura 2,93 metros, y data aproximadamante de 1790. En la esfera del reloj figura la inscripción: «Ls. GEORGE HORLOGER DU ROY» / «A BERLIN». El reloj está equipado con un precioso mecanismo de tubos sonoros (también llamado reloj de órgano).
Otro reloj de consola con un mecanismo de flautas adosado se exhibe en el Palacio de Sanssouci de Potsdam.

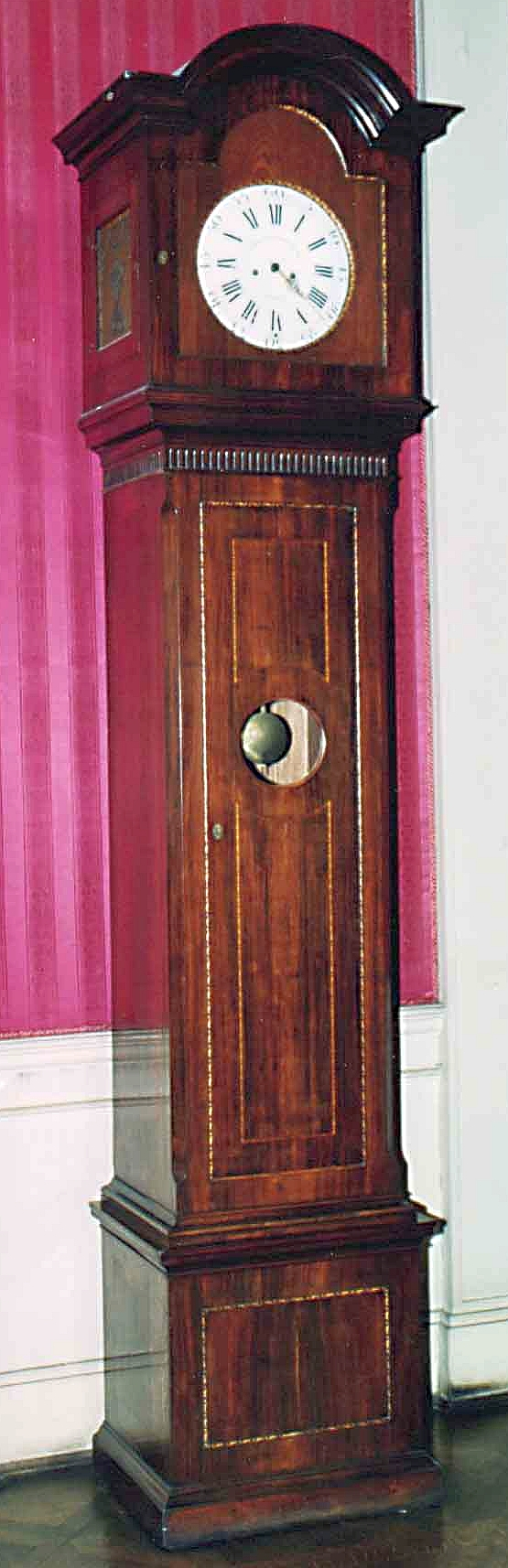
Reloj de caja larga de «Louis George», propieded de Jorge I, duque de Sajonia-Meiningen
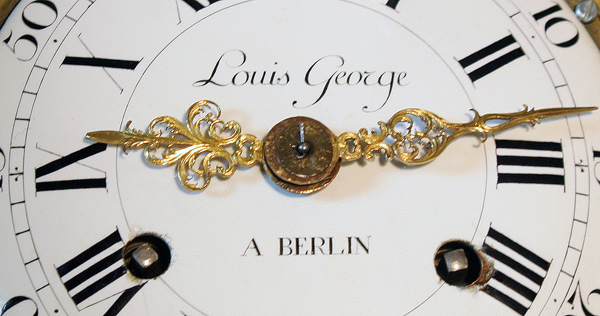
Esfera de un reloj de consola de «Louis George» en el Palacio de Sanssouci
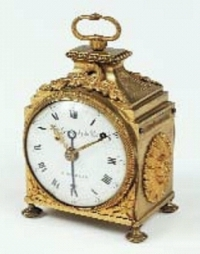
Reloj de nicho de «Louis George», con una flauta de bronce adosada, subastado en 2005 en París
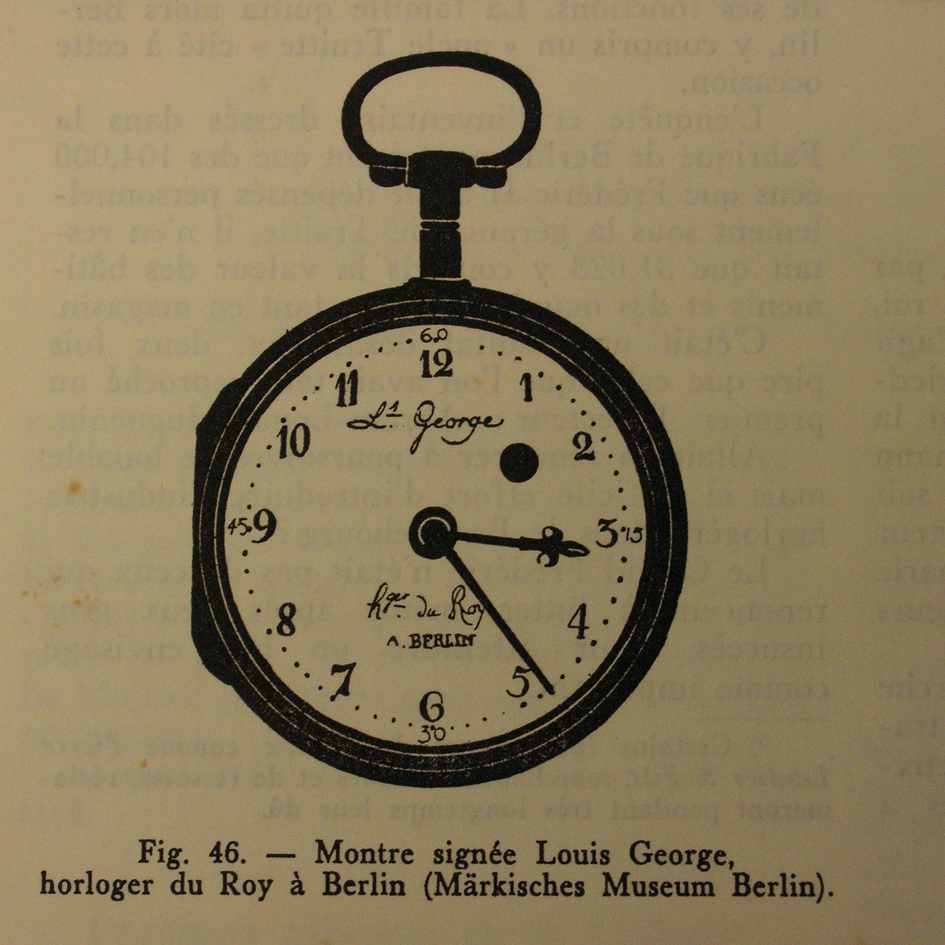
Reloj de palanca «Louis George» (esfera)
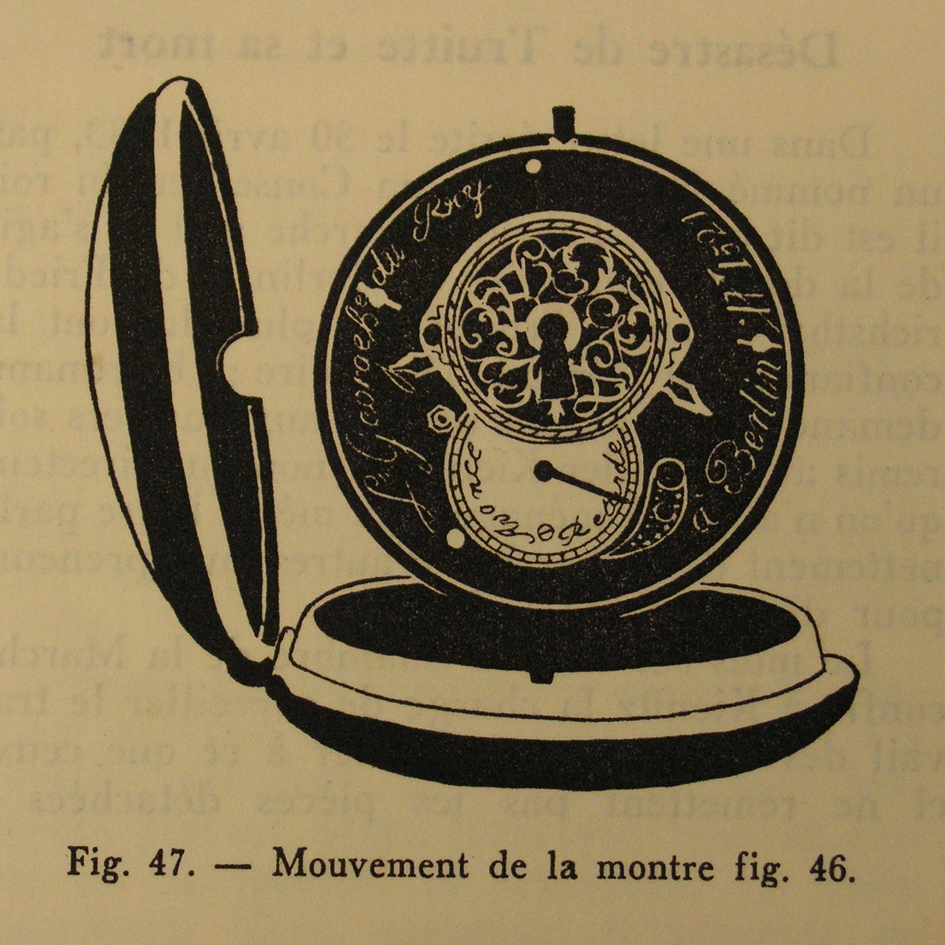
Reloj de palanca «Louis George» (parte trasera)
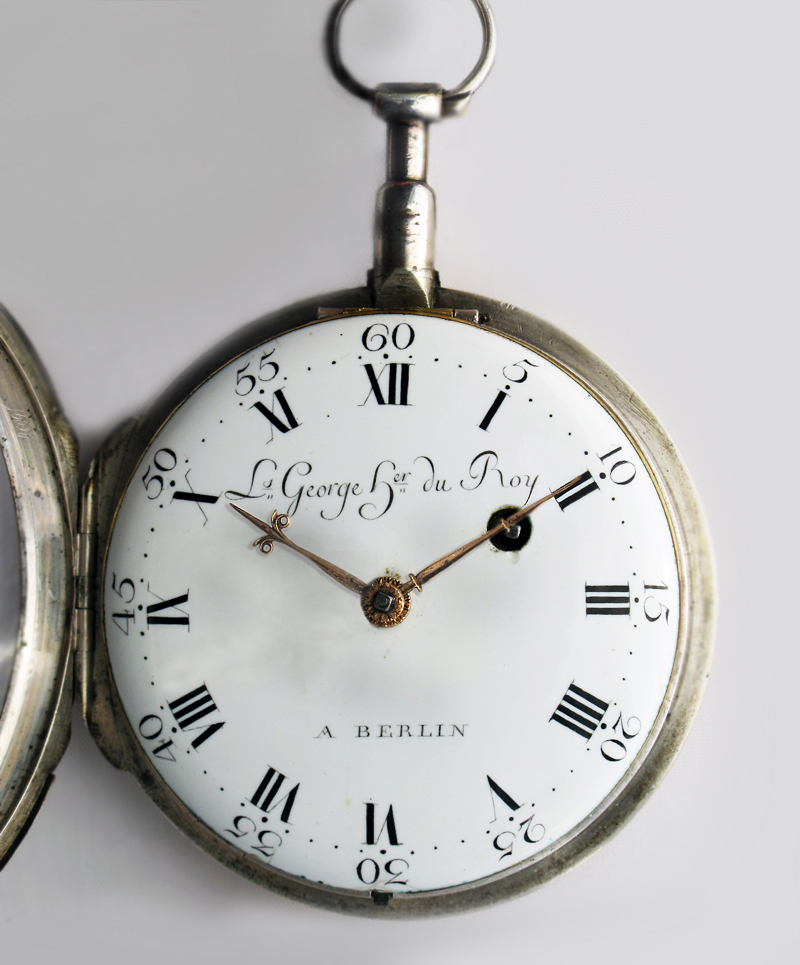
Reloj de bolsillo «Louis George», fabricado en Berlín alrededor de 1810, foto: Dr. Ilk, Múnich, Alemania
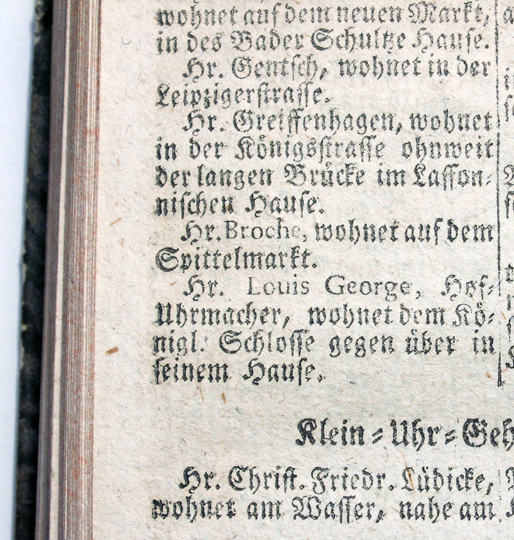
Inscripción de la dirección de «Louis George» en la libreta de direcciones de Berlín de 1769

## Mercado europeo
Los relojes Louis George se pueden encontrar en toda Europa. Un reloj de dormitorio con indicación de hora, minutos y fecha, con una caja ricamente decorada y chapada en oro, se subastó en París en 2005. Se han encontrado otros relojes fabricados por Louis George en España.
Se relacionó con otros relojeros del cantón suizo de Neuchâtel para intercambiar conocimientos sobre problemas técnicos, y mantuvo contactos comerciales con los relojeros suizos Pierre Jaquet-Droz y Jean-Frédéric Leschot, todos ellos destacables por su búsqueda de soluciones técnicas que fueran mucho más allá de los requisitos de la relojería convencional. Jaquet-Droz construyó una serie de sorprendentes autómatas mecánicos, mientras que Louis George creó relojes complicados con un mecanismo de órgano o flauta adosado.

## Berlín: el centro barroco de la relojería
Berlín se consideraba un centro neurálgico para la producción de órganos y de relojes musicales. Los mecanismos de estos relojes accionaban a una hora preestablecida un órgano, una flauta o un arpa acoplados, funcionando como un despertador musical.

## Localizaciones de relojes históricos de Luis George
- Museo de Arte e Historia, Ginebra, Suiza: «Reloj de Segundero Muerto» (N.º de inventario: H2006-106)
- Palacio de Sanssouci, Maulbeerallee, 14469 Potsdam, Alemania
- Colección de arte de los Museos de Meiningen - Palacio Elisabethenburg, PF 100554, 98605 Meiningen, Alemania